# Eupteryx aurata
Eupteryx aurata  (лат.) — вид полужесткокрылых из семейства цикадок (Cicadellidae). Распространён в Европе и в Западной Азии. Цикадки длиной 3,5—4 мм. Имеют жёлтую или оранжевую окраску с чёрными сетевидными узорами.
Питаются на крапиве (Urtica), летом они переходят на другие растения-хозяева. К таким растениям относятся представители семейств яснотковых, норичниковых, астровых, паслёновых, а именно: котовник (Nepeta), мята (Mentha), Scoparia dulcis, Senecio alpinus, лопух большой (Arctium lappa), картофель (Solanum tuberosum). В анабиоз впадают в стадии имаго; проводят время в этом состоянии в почве. Выйдя из анабиоза весной начинают питаться на молодых побегах растений. Лёт начинается, когда температура достигает 20 °C.
Иногда в районах, где выращивается картофель, цикадки могут наносить серьёзный вред этой культуре. Своим хоботком они высасывают соки из листьев данной культуры. Высасывание соков из листьев картофеля может стать причиной их пожелтения, высыхания и деформации.